# Inarzo
Inarzo (Inàrs in dialetto varesotto) è un comune italiano di 1 060 abitanti della provincia di Varese in Lombardia.

## Geografia fisica
Inarzo si trova ad una quota di circa 282 m s.l.m., tra la sponda meridionale del Lago di Varese e la catena di collinette che vanno da Casale Litta ad Azzate. Confina con Cazzago Brabbia, Bodio Lomnago, Bernate (fraz.di Casale Litta), Varano Borghi, Ternate e Biandronno.
II territorio comunale, di circa 258 ettari, è costituito per metà di prati e campi e per l'altra metà da una parte della Palude Brabbia, più una piccola zona boschiva a monte. C'è un piccolo corso d'acqua, il Riale, che nasce a Lomnago e scende a sud del paese, attraversando poi la palude Brabbia e sfociando nel Canale Brabbia. Geologicamente si tratta di terreno morenico modellato dal ritiro di un ramo del ghiacciaio del Verbano che tracimava a Laveno lambendo il Campo dei Fiori e occupando gli attuali laghi di Varese, Comabbio, Monate e la palude Brabbia, e defluendo verso il Ticino.
Successivamente il ghiacciaio si ritirò e il flusso delle acque si invertì, scendendo verso il lago Maggiore tramite il fiume Bardello, l'emissario del lago di Varese.

### Idrografia
La rete idrografica presente sul territorio comunale è contraddistinta dalla presenza di corsi d'acqua appartenenti sia al reticolo idrografico principale che secondario che vengono di seguito elencati: Canale Brabbia (appartenente al reticolo principale), Riale di Inarzo, Torrente Fè, Rio Monte Rogorella, Rio Monte di Inarzo, Rio di via San Francesco, Fosso laghetto delle Fornaci. Tutti i corsi d'acqua presenti confluiscono nella Palude Brabbia, e tra questi solo il Canale Brabbia, il Riale di Inarzo e Torrente Fè non hanno carattere di corso d'acqua temporaneo con presenza di una portata minima in tutto l'arco dell'anno.

### Clima
Il territorio di Inarzo si trova in un'area caratterizzata da valori di piovosità piuttosto elevati, con forte variabilità delle precipitazioni da un anno al seguente. Dall'analisi dell'andamento delle isoiete medie annuali del periodo 1921-1972 (l'area comunale è attraversata dall'isoieta 1400 mm), si osserva un incremento regolare della tendenza delle precipitazioni a carattere regionale a partire dalle aree più meridionali a quelle più settentrionali, ed in misura minore anche da Est verso ovest. Questo è determinato dall'influenza causata dai rilievi montuosi appartenenti all'arco alpino, presenti a nord, ed dall'influenza apportata dal bacino del Lago Maggiore ubicato a pochi chilometri di distanza a ovest.
I dati pluviometrici indicano l'esistenza di un ciclo annuale abbastanza definito dalla presenza di due periodi con massimi di piovosità concentrati da aprile a giugno e da settembre a novembre con valori a volte superiori anche ai 200 mm. I minimi di piovosità si registrano invece nel periodo da luglio ad agosto e soprattutto da dicembre a febbraio.
Le serie storiche disponibili per le temperature sono più limitate nel tempo e come numero rispetto a quelle utilizzabili per le precipitazioni.
I dati concernenti il regime termico dell'area indicano l'esistenza di un ciclo annuale contraddistinto da massimi termici in luglio con 21,3 °C di temperatura media, e minimi in gennaio con 1,5 °C, con una media annuale di circa 12 °C. Il clima è quindi caratterizzato da inverni rigidi ed estati calde, con una escursione termica che oscilla nel corso dell'anno tra i 19 ed i 22 °C.
| MILANO MALPENSA (1971-2000)     | Mesi         | Mesi         | Mesi         | Mesi        | Mesi        | Mesi        | Mesi        | Mesi        | Mesi        | Mesi        | Mesi         | Mesi         | Stagioni | Stagioni | Stagioni | Stagioni | Anno    |
| MILANO MALPENSA (1971-2000)     | Gen          | Feb          | Mar          | Apr         | Mag         | Giu         | Lug         | Ago         | Set         | Ott         | Nov          | Dic          | Inv      | Pri      | Est      | Aut      | Anno    |
| ------------------------------- | ------------ | ------------ | ------------ | ----------- | ----------- | ----------- | ----------- | ----------- | ----------- | ----------- | ------------ | ------------ | -------- | -------- | -------- | -------- | ------- |
| T. max. media (°C)              | 7,0          | 9,2          | 13,8         | 17,1        | 21,5        | 25,5        | 29,0        | 28,3        | 24,0        | 18,0        | 11,5         | 7,4          | 7,9      | 17,5     | 27,6     | 17,8     | 17,7    |
| T. min. media (°C)              | −3,7         | −2,7         | 0,3          | 3,9         | 9,0         | 12,4        | 15,4        | 15,2        | 11,3        | 6,3         | 0,5          | −3,1         | −3,2     | 4,4      | 14,3     | 6,0      | 5,4     |
| T. max. assoluta (°C)           | 21,0 (1982)  | 24,4 (1990)  | 26,2 (1997)  | 28,0 (1975) | 30,7 (1998) | 34,8 (1996) | 37,0 (1983) | 35,8 (1974) | 33,9 (1988) | 30,5 (1997) | 21,9 (1979)  | 19,8 (1991)  | 24,4     | 30,7     | 37,0     | 33,9     | 37,0    |
| T. min. assoluta (°C)           | −18,0 (1985) | −16,2 (1991) | −12,2 (1971) | −5,7 (1987) | −5,2 (1979) | 0,6 (1974)  | 4,7 (1974)  | 4,3 (1995)  | 0,5 (1976)  | −7,2 (1997) | −13,6 (1988) | −15,2 (1973) | −18,0    | −12,2    | 0,6      | −13,6    | −18,0   |
| Giorni di calura (Tmax ≥ 30 °C) | 0            | 0            | 0            | 0           | 0           | 3           | 13          | 11          | 0           | 0           | 0            | 0            | 0        | 0        | 27       | 0        | 27      |
| Giorni di gelo (Tmin ≤ 0 °C)    | 26           | 22           | 15           | 4           | 0           | 0           | 0           | 0           | 0           | 3           | 15           | 23           | 71       | 19       | 0        | 18       | 108     |
| Precipitazioni (mm)             | 67,6         | 74,8         | 100,7        | 110,5       | 155,4       | 99,7        | 69,7        | 104,1       | 98,5        | 164,8       | 106,6        | 59,3         | 201,7    | 366,6    | 273,5    | 369,9    | 1 211,7 |
| Giorni di pioggia               | 7            | 6            | 7            | 9           | 11          | 8           | 5           | 7           | 6           | 9           | 7            | 6            | 19       | 27       | 20       | 22       | 88      |
| Giorni di nebbia                | 19           | 13           | 10           | 4           | 3           | 4           | 3           | 4           | 9           | 16          | 17           | 16           | 48       | 17       | 11       | 42       | 118     |
| Umidità relativa media (%)      | 76           | 72           | 67           | 70          | 72          | 71          | 71          | 71          | 72          | 77          | 78           | 78           | 75,3     | 69,7     | 71       | 75,7     | 72,9    |

- Classificazione climatica: zona E, 2 485 GG

## Origini del nome
Sull'origine del nome Inarzo sono state formulate diverse ipotesi. Il nome potrebbe derivare:
- dal latino “in arce”, cioè “luogo elevato e fortificato”. La morfologia del territorio costituita da colline dominanti su ampie pianure fanno pensare alla collocazione di un possibile insediamento fortificato. Inizialmente di dominazione Gallica e successivamente Romana;
- secondo l’interpretazione dell’Olivieri da “in arso”, a significare “nel luogo bruciato”, probabilmente per via del terreno scuro o per i ricorrenti incendi nella riserva naturale Palude Brabbia, che conteneva e contiene uno spesso strato di torba combustibile.

## Storia
Inarzo si è costituito comune autonomo solo nel 1958 e quindi è il più "giovane" comune della provincia di Varese; prima era frazione di Casale Litta e questa dipendenza è citata nei più antichi documenti, come il Perticato Rurale del 1558, sebbene l'unione formale avvenne con decreto imperiale del 26 novembre 1730. Tale separazione è del tutto atipica: non risulta infatti in tutta la Lombardia occidentale un altro comune diventato poi autonomo che non lo fosse durante il regno di Maria Teresa d'Asburgo.
Storicamente Inarzo è sempre stato un paese di frontiera, perché da una parte apparteneva al feudo visconteo di Albizzate; amministrativamente invece faceva parte della Pieve di Somma, e religiosamente della pieve di Besozzo, costituendo una parrocchia insieme a Bernate, anch'esso frazione di Casale Litta; invece i paesi confinanti, Bodio e Cazzago, facevano parte di pievi fiscali e religiose diverse (Brebbia e Varese). In epoca moderna Inarzo, come appartenente al comune di Casale Litta, faceva parte della provincia di Milano mentre i due paesi citati erano in provincia di Como; dopo il 1927 furono tutti riuniti in provincia di Varese.
Le fonti storiche sul paese non risalgono a prima del 1300, quando, nel Liber Notitiae Sanctorum Mediolani, Goffredo da Bussero individua in Inarzo, per errore di grafia detto marzo, la chiesa di San Pietro, vale a dire quella che viene chiamata la "chiesa vecchia" per distinguerla dall'edificio moderno.
Le altre notizie che riguardano la vita del paese si ricavano ancora dalla storia ecclesiastica e da qui apprendiamo che nel 1398 un certo Jacobus de Inarzio, presbitero, risultava titolare di una cappella sita nella chiesa di San Babila a Milano, oltre che di una rendita in una cappella vicina.
Gli Inarzesi provvedevano fin dal 1579 al mantenimento del proprio curato e, dopo la scorreria dei soldati francesi in coincidenza con la battaglia di Tornavento del 1636, che aveva incendiato molte corti agricole e causato danni alla chiesa, il popolo decise di contribuire all'opera di costruzione della nuova parrocchia, terminata nel 1671 e dedicata ai Santi Pietro e Paolo.
Da un documento redatto in occasione della morte del cardinale Federico Visconti, detentore del feudo di Albizzate, di cui anche Inarzo faceva parte, risulta una descrizione della vita economica del paese, fornito di una macelleria, un forno per il pane e un'osteria. L'attività economica principale comunque, come appare anche dalle mappe del Catasto Teresiano del 1724, è quella agricola, che continua a rappresentare la maggiore fonte di reddito anche nel secolo successivo, fino a quando la Filatura Borghi di Varano diviene meta giornaliera di molte lavoratrici del comune.
Il Novecento porta novità di rilievo nella struttura amministrativa ed ecclesiastica, con la separazione della parrocchia di Bernate nel 1901 e, cosa di maggior rilievo, l'erezione nel 1958 del comune autonomo di Inarzo, fino ad allora unito a Casale Litta.

### Simboli
Lo stemma e il gonfalone sono stati concessi con decreto del presidente della Repubblica del 17 aprile 1990.
Il gonfalone è un drappo di bianco.

## Monumenti e luoghi d'interesse

### Architettura religiosa

#### Chiesa dei Santi Pietro e Paolo

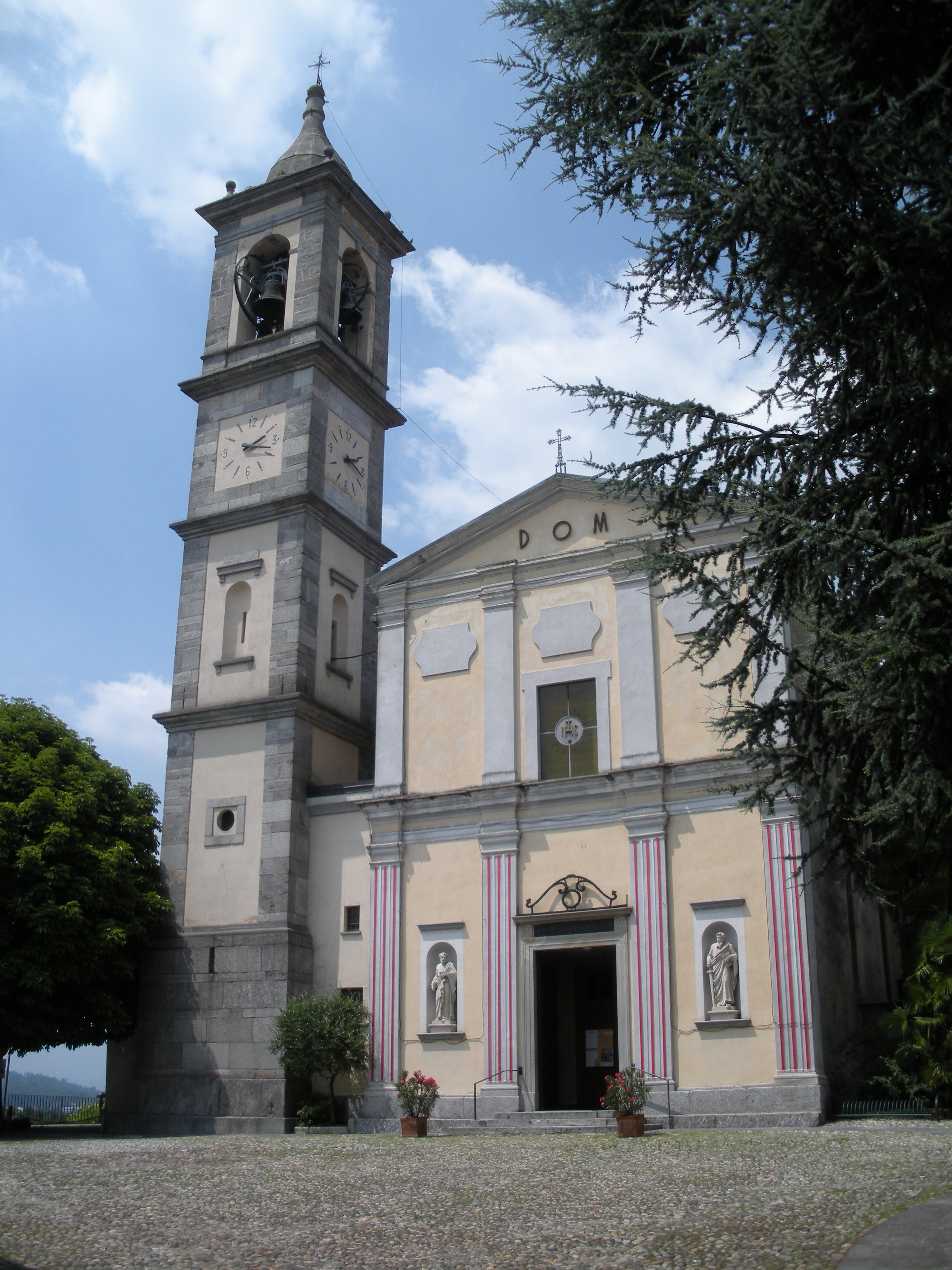
Chiesa di S. Pietro e S. Paolo

La chiesa di S.Pietro e Paolo sorge in posizione panoramica nel punto più elevato del paese, dominando i prati che digradano verso la palude Brabbia; bella vista sulla cerchia alpina e il Monte Rosa. Vanta uno dei più alti campanili della provincia (m.34) ed è citata nel "Liber Notitiae Sanctorum Mediolani" del 1300. A fianco della chiesetta originale fu costruita nel sec.XVII una chiesa nuova, che poi nel 1870 fu ampliata conglobando parte della chiesa vecchia. Nella chiesa vecchia rimangono alcuni affreschi del 5-600, che meriterebbero di essere restaurati, raffiguranti l'Annunciazione, S.Rocco e il cicIo della Madonna del Rosario. La piazza della chiesa costituisce un ambiente caratteristico, col tradizionale acciottolato lombardo. La chiesa nuova ha forme sobriamente neoclassiche e all'intemo vi possiamo ammirare l'altare del S.Crocifisso, con un bel crocifisso ligneo del '600 e l'altare della Madonna del Rosario, nonché un organo costruito dai famosi organari varesini Maroni-Biroldi, che è stato restaurato e fa parte del circuito organistico promosso dalla Provincia.

#### Organo Luigi Maroni-Biroldi 1838

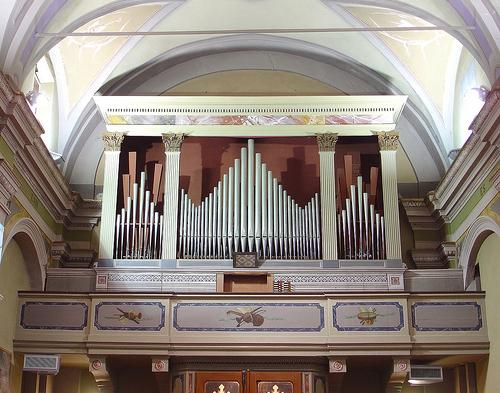
L'organo Luigi Maroni-Biroldi costruito nel 1838

Lo strumento opera di Luigi Maroni Biroldi, è collocato in cantoria sopra l'ingresso principale della chiesa racchiuso in una elegante cassa di gusto ottocentesco. Questo strumento, ancora nelle sue condizioni originali, è di rilevante interesse storico oltre a essere uno dei più ragguardevoli organi della provincia di Varese. La facciata presenta un prospetto suddiviso in tre campate e adotta una soluzione singolare: nelle due campate laterali il Biroldi ha collocato due registri ad ancia (Tromboni e Bombarde ai pedali). La campata centrale a cuspide con ali risalenti comprendente 31 canne labiali appartiene al Principale Bassi e Flauto Traverso Soprani. Lo strumento possiede una tastiera, originale, di 56 note (Do1-Sol5) di stampo fortepianistico, con coperture dei tasti diatonici in bosso ed i cromatici di legno di noce tinto nero con lastrina di ebano sovrastante. La pedaliera, anch'essa originale, "a leggio" è in noce di 17 pedali (Do1-Mi2) che comandano 12 note reali, più comando per la Terzamano. In consolle oltre ai consueti pedaloni per il Tiratutti del Ripieno e la Combinazione Libera alla Lombarda è presente un pedalone per il Rullante. La spezzatura dei registri in Bassi e Soprani è tra Do#3-Re3; la registrazione viene effettuata attraverso manette a scorrimento orizzontale con fermo in tacca. Il somiere maestro è del tipo "a vento" con borsini, mentre gli altri somieri sono del tipo "a tampone" e "a tiro" per un totale di cinque somieri. Il vento è assicurato da tre mantici a cuneo azionati da elettroventilatore. Il corista è circa un semitono più alto rispetto allo standard odierno, mentre il temperamento appare del tipo inequabile a sesti di comma modificato.
Di seguito la disposizione fonica:
| Registri di Concerto    | Registri di Ripieno           |
| ----------------------- | ----------------------------- |
| Trombe Soprani          | Principale Bassi              |
| Fagotto Bassi           | Principale Soprani            |
| Corno Inglese Soprani   | Principale II Bassi (dal Do2) |
| Violoncello Bassi       | Principale II Soprani         |
| Flauto Traverso Soprani | Ottava Bassi                  |
| Viola Bassi             | Ottava Soprani                |
| Flagioletto Bassi       | Quintadecima                  |
| Violetta Soprani        | Decimanona                    |
| Cornetta Soprani        | Vigesima Seconda              |
| Flauto in VIII Soprani  | Vigesima Sesta e Nona         |
| Flauto in XII Soprani   | Trigesima Terza e Sesta       |
| Ottavino Soprani        | Terza Mano                    |
| Voce Umana Soprani      | Timpani                       |
| Tromboni ai Pedali      | Contrabassi                   |
| Bombarde nei Pedali     |                               |

### Architetture civili

#### Centro storico

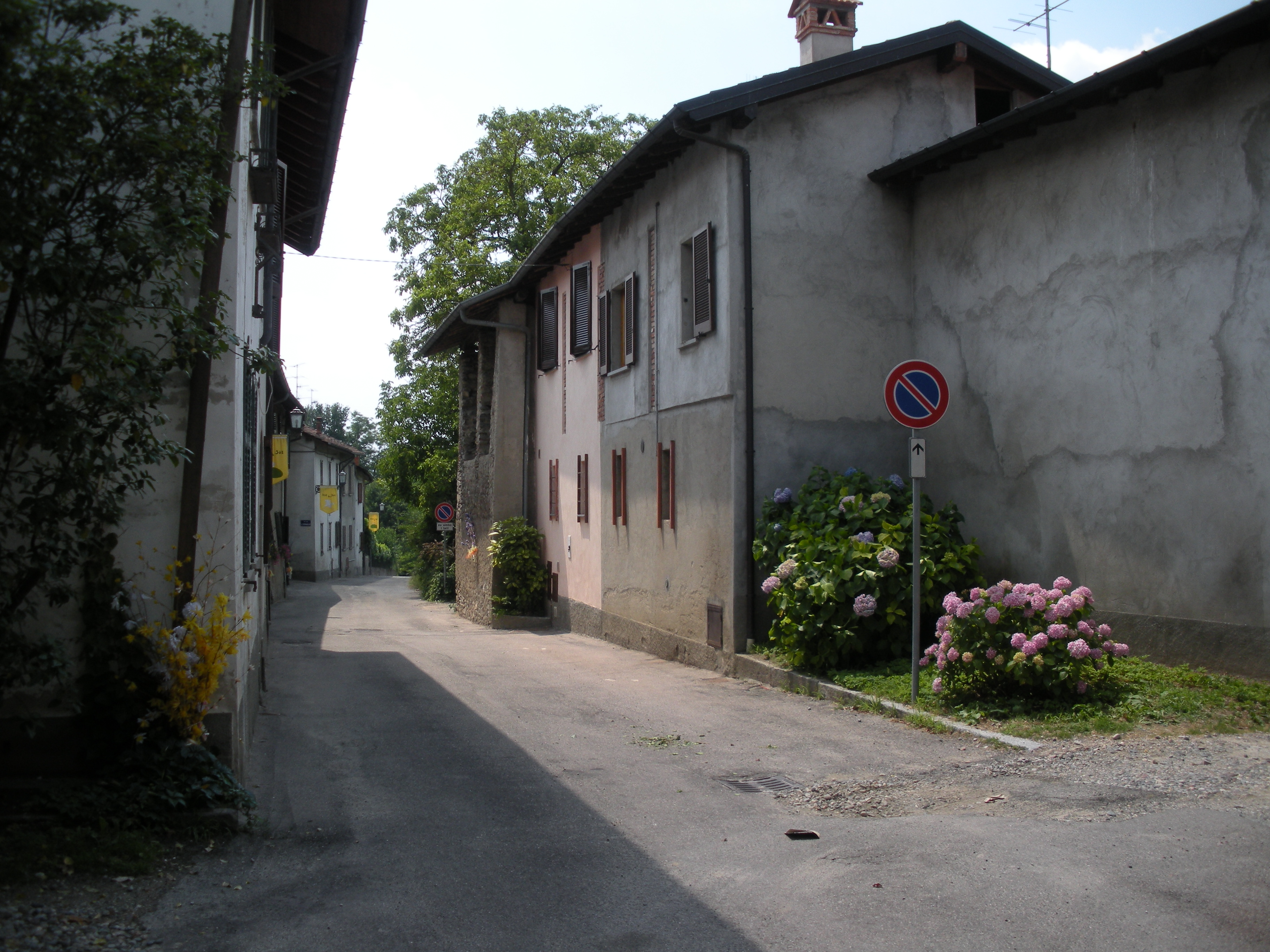
Centro storico

II centro storico del paese fortunatamente non è stato snaturato da costruzioni modeme e costituisce un bell'esempio di agglomerato rurale, con case a corte e qualche vecchio portico, loggiati, portoni, dipinti votivi, illuminazione a vecchi lampioni. C'è poi un'area residenziale al di fuori del centro e un'area industriale al confine con Bodio. Resistono ancora alcuni agricoltori la cui attività assicura il tradizionale aspetto agricolo a campi e prati, tuttavia già si notano segni di abbandono specialmente nella fascia boscosa collinare verso Bernate e Casale Litta e nella zona limitrofa alla palude.

### Aree naturali

#### Oasi Palude Brabbia

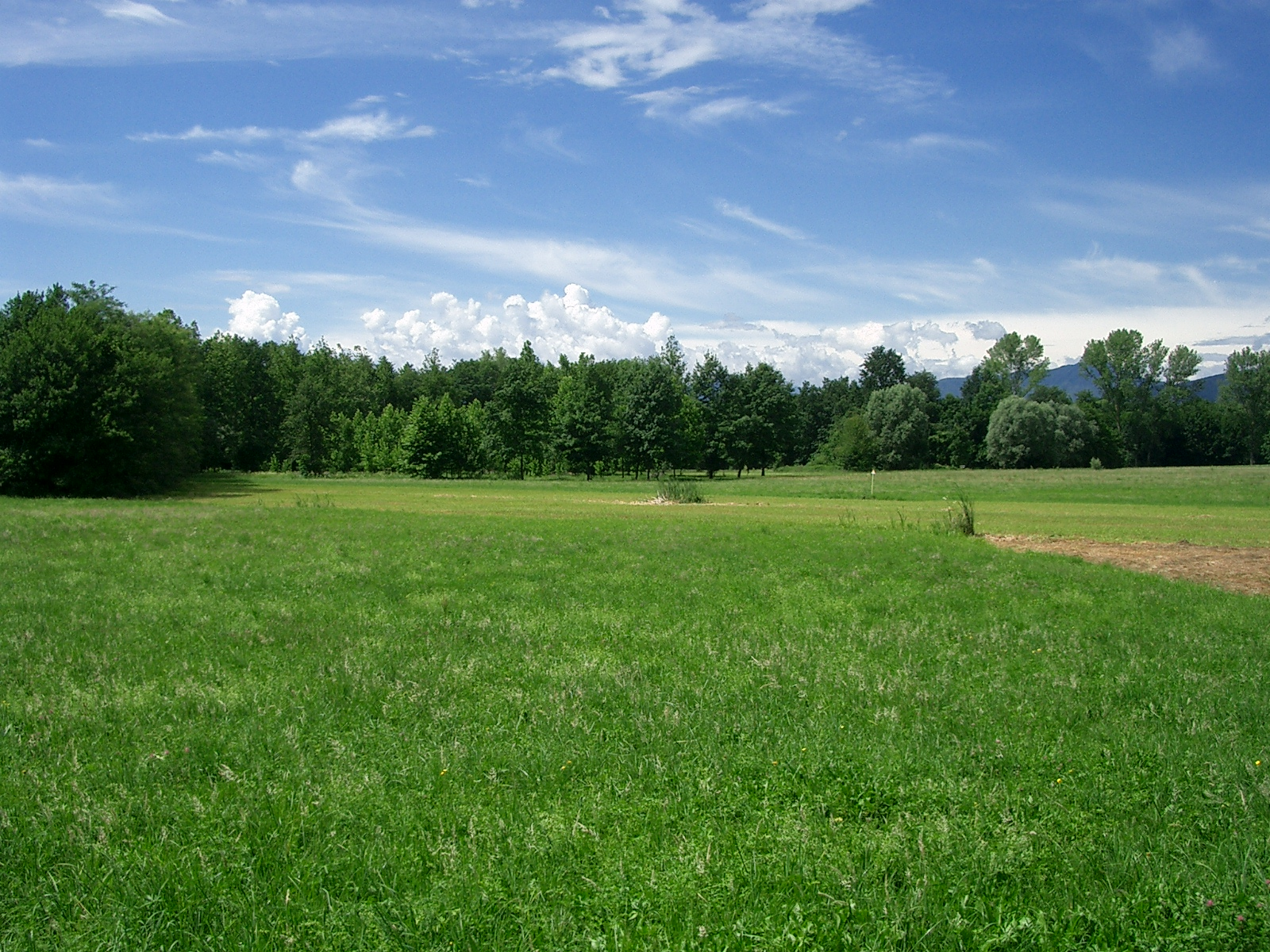
Palude Brabbia

Nell'ambito del comune ha assunto sempre maggiore importanza la Palude Brabbia, con la costituzione dell'Oasi Naturale Regionale nel 1986, data in gestione alla Lipu (Lega Italiana Protezione Uccelli) che cura la salvaguardia della fauna, specie avicola, e della flora. Anticamente la palude era un terreno di caccia e pesca riservata ai signori di Milano; il pesce che vi si pescava, come pure quello pescato nei vicini laghi, veniva trasportato al mercato del Verziere di Milano per soddisfare le necessità della capitale del Ducato, specie nel tempo della Quaresima. Storicamente furono ideati molti progetti per bonificare la palude, in connessione con i progetti per abbassare il livello del lago di Varese, ma per l'opposizione dei proprietari dei diritti di pesca (il conte Biglia, poi i Litta e il banchiere Ponti) e dei proprietari di mulini e opifici vari sull'emissario Bardello non se ne fece niente; così la palude è rimasta intatta fino ai giorni nostri per la gioia dei naturalisti.
Vi si possono osservare rapaci vari, tra cui il Falco di palude, anatidi tra cui la rara Moretta tabaccata, Aironi (c'è anche una garzaia), rallidi tra cui il Porciglione, limicoli tra cui il Beccaccino, la lucertola vivipara che è un fossile naturalistico, varie specie di topolini, e piante acquatiche tra cui la rara Hottonia palustris, piante carnivore tra cui l'Utricularia, Ninfee, Gigli di palude e i grandi fiori rosei di Loto, di origine orientale, che fino a 50 anni fa veniva coltivato da una piccola floricultura locale e commercializzato. La vegetazione caratteristica della palude comprende alcune specie di canne di palude (Carice, Giunco, Tifa) da cui si ricavava la "lisca", con cui una volta si facevano impagliature per sedie e imballaggi, nonché lo stagno che è un particolare muschio; inoltre ci sono arbusti ombrelliformi di salici, e ontani neri.

## Società
La popolazione è all'incirca di 1 030 persone; l'occupazione più diffusa è nell'artigianato o piccola industria, Grosso e Carlassara solo per citarne alcune. 

### Evoluzione demografica
Abitanti censiti

### Istituzioni, enti e associazioni
- Centro Lipu, oasi Palude Brabbia, ProLoco Inarzo.

## Amministrazione
| Periodo          | Periodo          | Primo cittadino    | Partito                   | Carica  | Note |
| ---------------- | ---------------- | ------------------ | ------------------------- | ------- | ---- |
| 31 maggio 1959   | 26 novembre 1972 | Bruno Sessa        | Lista civica              | Sindaco |      |
| 26 novembre 1972 | 14 maggio 1978   | Bardelli Edoardo   | Lista civica              | Sindaco |      |
| 14 maggio 1978   | 26 maggio 1988   | Ettore Daverio     | Lista civica              | Sindaco |      |
| 26 maggio 1988   | 27 aprile 2001   | Silvana Vanetti    | Lista civica              | Sindaco |      |
| 27 aprile 2001   | 15 maggio 2011   | Francesco Casola   | Lista civica              | Sindaco |      |
| 15 maggio 2011   | 6 giugno 2016    | Mauro Montagna     | Lista civica              | Sindaco |      |
| 6 giugno 2016    | in carica        | Fabrizio Montonati | Lista civica Il mio paese | Sindaco |      |

## Galleria d'immagini

Foto storica, via S.Francesco